# Jogo de palma

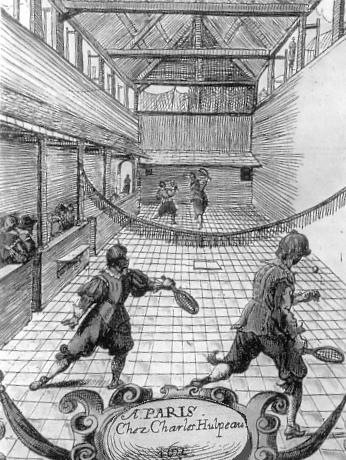
Jogo de palma no século XVII

Jogo de palma (em francês: jeu de paume) é um desporto de raquetes do qual o atual ténis descende. É praticado há cerca de mil anos e que se estendeu por toda a Europa no século XV. É o antecessor direto de outros esportes de força braçal como a pelota basca e o tênis.
O termo "real" foi primeiramente utilizado por jornalistas do século XX, para distinguir o jogo antigo do moderno lawn tennis. Não há nenhuma evidência de que é uma corrupção da palavra real (no sentido de realeza). Os jogadores do ténis real chamam-lhe "ténis", continuando a descrever o ramo mais amplamente distribuído como "lawn tennis" - no entanto, é mais frequentemente ser jogado num court (côrte), especialmente revestido de asfalto, concreto ou macadame - e às vezes até mesmo jogado em quadras de saibro, que sendo bastante raras como os courts reais, talvez tenham mais em comum com quadras de ténis real do que o atual pavimento encontrado nos campos de ténis das cidades.
O ténis real ainda é jogado por entusiastas em 47 courts existentes no Reino Unido, Austrália, Estados Unidos e França. Apesar de uma história documentada de courts existentes na Alemanha de 1600, o desporto, evidentemente, morreu lá fora, durante ou depois da Segunda Guerra Mundial. O desporto é apoiado e regulado por várias organizações em todo o mundo.

## Jogo de palma
O jogo de palma foi umas das principais modalidades esportivas praticadas entre 1250 e 1650. Paris, a capital francesa, era o principal centro do esporte, devido à qualidade das bolas produzidas pelos artesãos, conhecidos como les paumiers. As bolas eram um produto muito solicitado devido ao grande número de praticantes, porém era proibida a exportação para fora de Paris, sendo por isso dificilmente encontradas em outras partes da Europa. Apenas a partir do século XVIII notou-se uma descentralização da capital da França com relação ao esporte.

### Características
O jogo consiste em devolver a bola por cima de uma rede, como no tênis da atualidade, sendo disputado individualmente (um contra um), em duplas, trios e até equipes de quatro jogadores. A forma de contagem dos pontos também é semelhante à do tênis (15, 30, 40).
A partir do século XVIII foram introduzidos protetores para a mão para proteger dos golpes contra a bola.

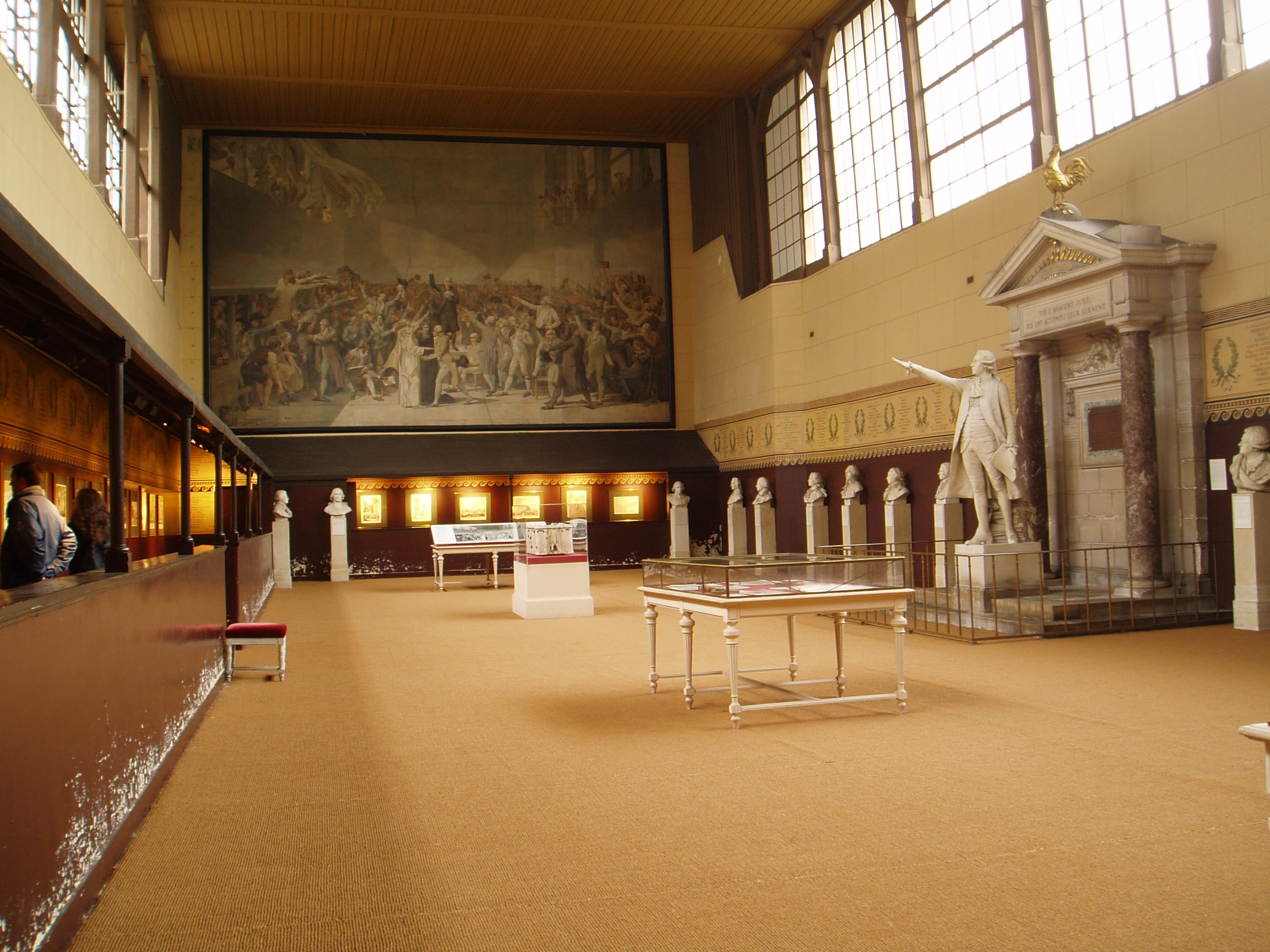
Salão de jogo de palma em Versalhes

A princípio os jogos eram disputados ao ar livre, mas a partir do século XIX começou-se a trasferir para terrenos fechados, nascendo assim os salões de jogo de palma, também conhecidos como tripots.
Não havia árbitros e os jogadores deveriam acatar a decisão dos espectadores em relação às jogadas duvidosas. Entre as suas regras era proibido ao jogador aparentar cansaço, sendo a partida abruptamente interrompida se o participante estivesse mal fisicamente, além da obrigação de limpar e trocar a camiseta ao final do jogo.
A primeira menção de se usar raquetes para o desenvolvimento do jogo data do ano de 1505, sendo que anteriormente já havia jogadores que usavam tacos de madeira. Foi com a introdução da raquete que o jogo de palma alcançou a maior popularidade na França.

### Antecessor do tênis
Após a batalha de Azincourt, em 1415, o duque de Orléans foi capturado e levado à Inglaterra, onde permaneceu por vinte anos em Winfield. Foi através dele que o esporte foi introduzido na Inglaterra, já que o duque era praticante. Quatro séculos depois um descendente de Winfield, Walter Clopton Winfield, inventou o tênis, uma adaptação do jogo de palma mas jogado sobre grama.

### Jogos Olímpicos
No início do século XX o jogo de palma integrou os Jogos Olímpicos de Verão de 1908 em Londres. Foi a única aparição do esporte em Jogos Olímpicos.

### Atualidade
Quando o esporte caiu em desuso na França no final de século XVIII, encontrou praticantes na Inglaterra e nos Estados Unidos. Estes dois países, e também a Austrália, estão entre as potências do esporte hoje, sendo que a França tenta timidamente um retorno.
O jogo de palmafoi o primeiro esporte a atribuir o título de campeão do mundo, em 1740, sem interrupção até os dias atuais. No primeiro dia de setembro, celebra-se nos jardins de Luxemburgo as fases finais do Campeonato da França.
O juramento feito pelos representantes da Assembleia de vereadores era o de Liberdade, Igualdade e Fraternidade (lemas da Revolução francesa).